# Gattensjön
Gattensjön är en sjö i Vilhelmina kommun i Lappland och ingår i Ångermanälvens huvudavrinningsområde. Sjön har en area på 0,325 kvadratkilometer och ligger 561,2 meter över havet. Gattensjön ligger i Marsfjället Natura 2000-område.

## Delavrinningsområde
Gattensjön ingår i det delavrinningsområde (723185-149425) som SMHI kallar för Utloppet av Gattensjön. Medelhöjden är 612 meter över havet och ytan är 3,71 kvadratkilometer. Räknas de 2 avrinningsområdena uppströms in blir den ackumulerade arean 9,48 kvadratkilometer. Vattendraget som avvattnar avrinningsområdet har biflödesordning 4, vilket innebär att vattnet flödar genom totalt 4 vattendrag innan det når havet efter 411 kilometer. Avrinningsområdet består mestadels av skog (80 procent). Avrinningsområdet har 0,33 kvadratkilometer vattenytor vilket ger det en sjöprocent på 8,8 procent.